# تپه (گرمی)
تپه روستایی است که در استان اردبیل، شهرستان گرمی، بخش مرکزی، دهستان انی قرار دارد.
روستای تپه یکی از قدیمی ترین روستای شهرستان گرمی میباشد و تپه باستانی بزرگ روستا که اسم روستا هم از آن نشأت گرفته جزو تپه های تاریخی شهرستان میباشد

## جمعیت
بر اساس سرشماری سال ۱۳۸۵ جمعیت این روستا ۴۰۶ نفر با ۱۰۴ خانوار بوده است.